# Liste der Baudenkmäler in Illertissen

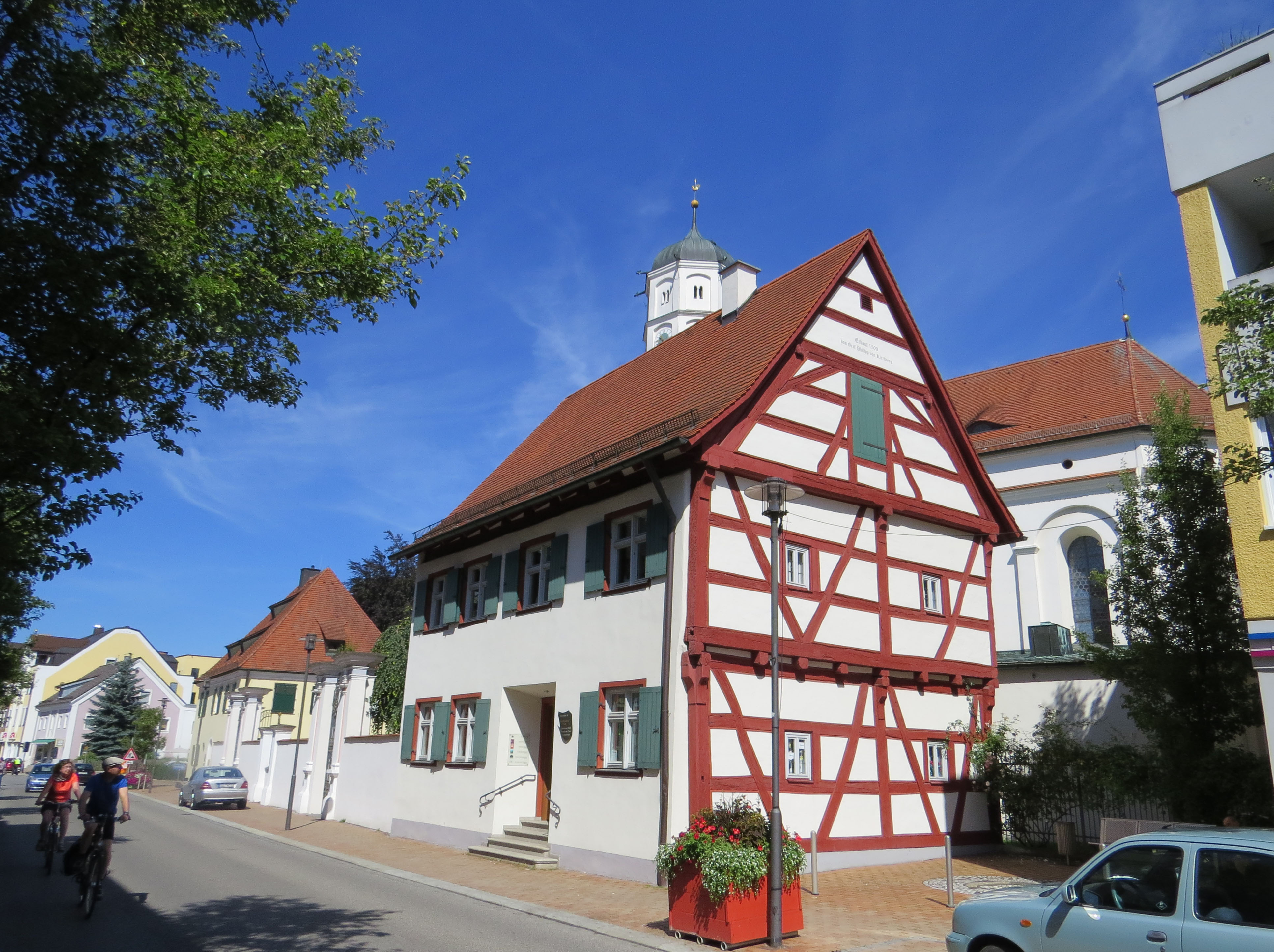
Ehemaliges Benefiziatenhaus in Illertissen

Auf dieser Seite sind die Baudenkmäler in der schwäbischen Stadt Illertissen zusammengestellt. Diese Tabelle ist eine Teilliste der Liste der Baudenkmäler in Bayern. Grundlage ist die Bayerische Denkmalliste, die auf Basis des Bayerischen Denkmalschutzgesetzes vom 1. Oktober 1973 erstmals erstellt wurde und seither durch das Bayerische Landesamt für Denkmalpflege geführt wird. Die folgenden Angaben ersetzen nicht die rechtsverbindliche Auskunft der Denkmalschutzbehörde.

## Baudenkmäler nach Ortsteilen

### Illertissen
| Lage                                    | Objekt                                                     | Beschreibung | Akten-Nr.               | Bild |
| --------------------------------------- | ---------------------------------------------------------- | --- | ----------------------- | --- |
| Am Reichshof 2 (Standort)               | Ehemalige Schranne                                         | erdgeschossiger Satteldachbau, im Kern 1697, 1847 erneuert unter Verwendung der Zimmermannskonstruktion des Vorgängerbaus, 1993 umgebaut | D-7-75-129-1 Wikidata   | weitere Bilder |
| Auf der Spöck 2 (Standort)              | Gasthaus Krone                                             | zweigeschossiger Satteldachbau mit zweigeschossigem Fachwerkgiebel, 2. Hälfte 17. Jahrhundert | D-7-75-129-2 Wikidata   | weitere Bilder |
| Bahnhofstraße 19 (Standort)             | Christuskirche                                             | Evang.-Luth. Pfarrkirche, einschiffig mit Satteldach, Ecklisenen und Dachreiter über dem Westgiebel, 1896 als Betsaal errichtet, 1930 umgebaut und erweitert | D-7-75-129-3 Wikidata   | Christuskirche |
| Bräuhausstraße 17 (Standort)            | Schlossbräuhaus                                            | stattlicher, zweigeschossiger Satteldachbau mit Gesimsgliederung, 1781 errichtet | D-7-75-129-4 Wikidata   | weitere Bilder |
| Carnac Platz (Standort)                 | Kriegerdenkmal                                             | Obelisk auf einem hohen Sockel, nach 1871 | D-7-75-129-27 Wikidata  | Kriegerdenkmal |
| Dietenheimer Straße (Standort)          | Katholische Kapelle St. Maria                              | einschiffig mit dreiseitigem Schluss und Dachreiter, 1884 | D-7-75-129-5 Wikidata   | BW |
| Franz-Mang-Straße 26 (Standort)         | Bildstock                                                  | gemauerter Pfeiler mit Pyramidendach, 18. Jahrhundert | D-7-75-129-19 Wikidata  | weitere Bilder |
| Friedhofstraße 22 (Standort)            | Aussegnungshalle                                           | symmetrischer Walmdachbau mit vorkragendem, übergiebeltem Zwerchhaus und oktogonalem Dachreiter, 1923 in Formen des Heimatstils errichtet | D-7-75-129-28 Wikidata  | Aussegnungshalle |
| Hauptstraße 4 (Standort)                | Rathaus                                                    | dreigeschossiger Mansarddachbau in Neurenaissanceformen mit Mittelrisalit, Erdgeschossrustika und reicher Fassadengliederung, von Joseph Rau, 1890/91, jüngerer Anbau im Norden | D-7-75-129-6 Wikidata   | weitere Bilder |
| Hauptstraße 16 (Standort)               | Ehemaliges Benefiziatenhaus                                | zweigeschossiger Satteldachbau, die östliche, zweifach vorkragende Giebelseite in unverputztem Fachwerk, 1764 an Stelle eines 1509 gestifteten Vorgängerbaus neu errichtet, stark erneuert | D-7-75-129-7 Wikidata   | weitere Bilder |
| Hauptstraße 18 (Standort)               | Katholische Pfarrkirche St. Martin                         | Saalbau mit eingezogenem Polygonalchor und Turm im Nordwesten des Langhauses, Turmunterteil wohl spätes 14. Jahrhundert, oben frühes 16. Jahrhundert, erweiterter Neubau mit Turmoktogon und Haube 1590, 1731 Vorzeichen, 1788 Sakristei, 1830 Wiederaufbau des eingestürzten Giebels und Niederlegung des Langhauses, 1958 ff. Restaurierung und Anbauten beiderseits des Chors durch Thomas Wechs; mit Ausstattung | D-7-75-129-8 Wikidata   | weitere Bilder |
| Hauptstraße 18 (Standort)               | Teilstück der ehemaligen Friedhofsmauer                    | südlich der Kirche, mit pilasterbesetzten Torpfeilern, 1736 | D-7-75-129-8 zugehörig  | weitere Bilder |
| Hauptstraße 20 (Standort)               | Katholisches Pfarrhaus                                     | zweigeschossiger Walmdachbau, im Kern 1757, 1964 modernisiert | D-7-75-129-9 Wikidata   | weitere Bilder |
| Hauptstraße 25 (Standort)               | Ehemaliger Gasthof Hirsch                                  | jetzt Geschäftshaus, zweigeschossiger Satteldachbau, im Ostgiebel Stichbogennische mit Figur des hl. Florian, um 1780, errichtet im 2. Viertel 18., im Westen ehemaliger Saalbau mit turmartigem Vorbau, um 1910 | D-7-75-129-10 Wikidata  | weitere Bilder |
| Marktplatz (Standort)                   | Martinsbrunnen                                             | in halbkugelförmiger Brunnenschale Pfeiler mit Kugelaufsatz, 1913 | D-7-75-129-13 Wikidata  | weitere Bilder |
| Marktplatz 2 (Standort)                 | Wohn- und Geschäftshaus                                    | zweigeschossiger Mansarddachbau mit polygonalen Eckerkern, Gurtgesims, übergiebeltem Zwerchhaus mit Stuckdekor und Gauben, 1911, südlicher Anbau mit Loggia um 1927 | D-7-75-129-31 Wikidata  | weitere Bilder |
| Memminger Straße 14 (Standort)          | Ehemalige Posthalterei                                     | zweigeschossiger Walmdachbau mit Gesimsgliederung, 1838, rückseitig moderner Anbau | D-7-75-129-14 Wikidata  | weitere Bilder |
| Schloßallee 17 (Standort)               | Ehemaliges Amtsgerichtsgefängnis                           | zweigeschossiger, symmetrischer Walmdachbau mit Eckrisaliten, Eckquaderung und Rustikaeinfassung an den Fenstern, seitlich anschließende Tordurchfahrten, im Stil der Neurenaissance, 1889/90 | D-7-75-129-12 Wikidata  | Ehemaliges Amtsgerichtsgefängnis |
| Schloßallee (bei Nr. 17) (Standort)     | Tor und Reste der Ummauerung des ehemaligen Schlossgartens | | D-7-75-129-12 zugehörig | [[Vorlage:Bilderwunsch/code!/C:48.22182,10.11227!/D:Schloßallee (bei Nr. 17), Tor und Reste der Ummauerung des ehemaligen Schlossgartens!/\|BW]] |
| Schloßallee 21, 23, 23 a, 25 (Standort) | Vöhlinschloss                                              | umfangreiche Anlage in beherrschender Lage östlich über der Stadt, unregelmäßiger dreiflügliger Komplex mit längsrechteckigem Hof, z. T. auf dem Grund einer ehemaligen Burg, 14. Jahrhundert, vom 16. bis 20. Jahrhundert mehrfach umgestaltet; Zugang im Süden über eine Brücke über den Schlossgraben, 1705, 1826/27 erneuert; Gebäudeteile mit Ausstattung                                                       | D-7-75-129-11 Wikidata  | weitere Bilder |
| Schloßallee 21 (Standort)               | Vöhlinschloss                                              | ehemaliges Finanzamt, asymmetrisch gegliederter Bau mit Polygonalerker, Zwerchhäusern und Wellenrand am Ostgiebel, in historisierenden Formen, 1911 | D-7-75-129-11 zugehörig | weitere Bilder |
| Schloßallee 21 (Standort)               | Vöhlinschloss                                              | Torturm mit spitzbogiger Durchfahrt, Turmoktogon mit Blendbogenfeldern und Schweifkuppel, Unterteil 15. Jahrhundert, 1595 erhöht (bez.) | D-7-75-129-11 zugehörig | weitere Bilder |
| Schloßallee 23 (Standort)               | Vöhlinschloss                                              | Vorderes Schloss, dreigeschossiger Satteldachbau mit Treppenhaus im Westen und achteckigem Turm im Südwesten, Teile 15. Jahrhundert, 1596 neu erbaut; darin integriert die Schlosskapelle mit dreiseitigem Schluss, im Kern 15. Jahrhundert | D-7-75-129-11 zugehörig | weitere Bilder |
| Schloßallee 23 a (Standort)             | Vöhlinschloss                                              | im Norden anschließend Ökonomiebauten mit Küchentrakt | D-7-75-129-11 zugehörig | weitere Bilder |
| Schloßallee 25 (Standort)               | Vöhlinschloss                                              | im Nordwesten Hinteres Schloss, dreigeschossiger Satteldachbau mit Wellengiebel und zwei polygonalen Erkertürmen, nach Brand von 1549 wiederhergestellt, um 1715/30 barock umgestaltet mit ädikulagerahmten Portalen | D-7-75-129-11 zugehörig | weitere Bilder |
| Schloßallee 25 (Standort)               | Vöhlinschloss                                              | im Osten anschließend Französischer Bau, dreigeschossig mit Mansarddach und Achtecktürmen, im Kern wohl frühes 16. Jahrhundert, errichtet in der 1. Hälfte 18. Jahrhundert | D-7-75-129-11 zugehörig | weitere Bilder |
| Schloßallee 25 (Standort)               | Vöhlinschloss                                              | Arkadengalerie an der Ostseite des Hofes, wohl Ende 16. Jahrhundert, etwas verkürzt beim Bau des südlich angrenzenden Finanzamts | D-7-75-129-11 zugehörig | weitere Bilder |
| Spitalstraße 2 (Standort)               | Ehemaliges Goldschmiedehaus                                | zweigeschossiger Satteldachbau mit Zwerchhaus im Süden, Ostgiebel zweifach vorkragend in sichtbarem Fachwerk, bez. 1603 | D-7-75-129-17 Wikidata  | Ehemaliges Goldschmiedehaus |
| Südliche Halde 1 ()                     | Villa                                                      | eingeschossiges Wohnhaus mit Mansardgiebeldach mit Schopf, vorkragenden Fensterachsen und übergiebelten Gauben, im Süden überdachte Veranda mit Säulenstellungen über einem Unterbau mit expressionistisch-spitzbogiger Arkatur, um 1922 | D-7-75-129-39           | |
| Ulmer Straße 15 (Standort)              | Evangelisch-Lutherisches Pfarrhaus                         | zweigeschossiger Satteldachbau mit Treppengiebel, 1836 als Wohnhaus errichtet, Umbau zum Pfarrhaus wohl 2. Hälfte 19. Jahrhundert | D-7-75-129-18 Wikidata  | Evangelisch-Lutherisches Pfarrhaus |

### Au
| Lage                    | Objekt                                    | Beschreibung | Akten-Nr.              | Bild           |
| ----------------------- | ----------------------------------------- | --- | ---------------------- | -------------- |
| Kirchplatz 1 (Standort) | Katholische Pfarrkirche Mariä Himmelfahrt | Saalbau mit eingezogenem Polygonalchor und Satteldachturm, Chor und Turm spätes 15. Jahrhundert, Langhaus verlängert durch Christian Henneberger, um 1700, Erweiterung nach Westen, 1970/71; mit Ausstattung | D-7-75-129-20 Wikidata | weitere Bilder |

### Betlinshausen
| Lage                               | Objekt                                          | Beschreibung | Akten-Nr.              | Bild           |
| ---------------------------------- | ----------------------------------------------- | --- | ---------------------- | -------------- |
| Sankt-Johannes-Straße 2 (Standort) | Katholische Kuratiekirche St. Johannes Baptista | Saalkirche mit eingezogenem Polygonalchor und Westturm, Neubau vielleicht nach einem Entwurf von Jakob Jehle, 1774, Erweiterung nach Nordwesten, 1980 ff.; mit Ausstattung | D-7-75-129-21 Wikidata | weitere Bilder |

### Jedesheim
| Lage                        | Objekt                              | Beschreibung | Akten-Nr.              | Bild                   |
| --------------------------- | ----------------------------------- | --- | ---------------------- | ---------------------- |
| Bayernstraße 11 (Standort)  | Bauernhaus                          | zweigeschossiger Mitterstallbau mit Satteldach und Fachwerkgiebel, 1. Hälfte 18. Jahrhundert, im 19./20. Jahrhundert erweitert                                                   | D-7-75-129-22 Wikidata | weitere Bilder         |
| Kirchenstraße 22 (Standort) | Katholisches Pfarrhaus              | zweigeschossiger Walmdachbau mit Gurt- und Traufgesims, 1787 | D-7-75-129-23 Wikidata | Katholisches Pfarrhaus |
| Kirchenstraße 25 (Standort) | Katholische Pfarrkirche St. Meinrad | Saalbau mit eingezogenem Polygonalchor und Westturm, Turmunterteil mittelalterlich, Neubau in neuromanischen Formen nach Plänen von Georg von Stengel, 1855 ff.; mit Ausstattung | D-7-75-129-24 Wikidata | weitere Bilder         |

### Tiefenbach
| Lage                                | Objekt                                                | Beschreibung | Akten-Nr.              | Bild           |
| ----------------------------------- | ----------------------------------------------------- | --- | ---------------------- | -------------- |
| An der Linde (Standort)             | Bildstock                                             | gemauerter Pfeiler mit Gehäuse unter Zeltdach, wohl 19. Jahrhundert | D-7-75-129-26 Wikidata | Bildstock      |
| Graf-Kirchberg-Straße 17 (Standort) | Steinkreuz                                            | spätmittelalterlich | D-7-75-129-32          | Steinkreuz     |
| Sankt-Leonhard-Gasse 2 (Standort)   | Katholische Pfarrkirche St. Antonius und St. Leonhard | Saalbau mit wenig eingezogenem Polygonalchor und Satteldachturm im nördlichen Chorwinkel, Turm wohl 13./14. Jahrhundert, Kirche spätgotisch, Anfang 15. Jahrhundert, um 1850 Langhaus erhöht, moderner Vorbau im Süden; mit Ausstattung | D-7-75-129-25 Wikidata | weitere Bilder |

## Ehemalige Baudenkmäler
In diesem Abschnitt sind Objekte aufgeführt, die früher einmal in der Denkmalliste eingetragen waren, jetzt aber nicht mehr. Objekte, die in anderem Zusammenhang also z. B. als Teil eines Baudenkmals weiter eingetragen sind, sollen hier nicht aufgeführt werden. Aktennummern in diesem Abschnitt sind ehemalige, jetzt nicht mehr gültige Aktennummern.

| Lage                                   | Objekt                  | Beschreibung | Akten-Nr.              | Bild |
| -------------------------------------- | ----------------------- | --- | ---------------------- | ---- |
| Illertissen Hauptstraße 42 (Standort)  | Wohn- und Geschäftshaus | achsensymmetrischer, zweigeschossiger Walmdachbau mit Zwerchhaus, Eckpilastern und Obeliskenaufsätzen, bezeichnet mit „1900“, Erdgeschoss verändert | D-7-75-129-35 Wikidata | BW   |
| Illertissen Ulmer Straße 27 (Standort) | Wohnhaus                | zweigeschossiger, kompakter Baukörper mit Satteldach, Geschossgesims, Putzbänder und -felderungen um die Fenster der Giebelseite sowie mit kristalliner Oberflächengestaltung an Haustüre und Fenster, um 1923 in expressionistischen Formen errichtet | D-7-75-129-38 Wikidata | BW   |

## Abgegangene Baudenkmäler
In diesem Abschnitt sind Objekte aufgeführt, die früher einmal in der Denkmalliste eingetragen waren, jetzt aber nicht mehr existieren, z. B. weil sie abgebrochen wurden. Aktennummern in diesem Abschnitt sind ehemalige, jetzt nicht mehr gültige Aktennummern.

| Lage                                  | Objekt     | Beschreibung                                                                                | Akten-Nr.              | Bild       |
| ------------------------------------- | ---------- | ------------------------------------------------------------------------------------------- | ---------------------- | ---------- |
| Illertissen Ulrichstraße 7 (Standort) | Bauernhaus | zweigeschossiger Satteldachbau mit Stallteil in Fachwerkkonstruktion, Mitte 19. Jahrhundert | D-7-75-129-29 Wikidata | Bauernhaus |
| Jedesheim Kirchenstraße 7 (Standort)  | Bauernhaus | Mitterstallbau, mittleres 19. Jahrhundert                                                   | D-7-75-129-30 Wikidata | BW         |